# Церква Святої Параскеви П'ятниці (Будилів)
Церква Святої Параскеви П'ятниці в Будилові — парафія і храм греко-католицької громади Козлівського деканату Тернопільсько-Зборівської архієпархії Української греко-католицької церкви в селі Будилів Тернопільського району Тернопільської области.
Оголошена пам'яткою архітектури місцевого значення.

## Історія церкви
Згідно з переказами, у селі Будилів раніше була дерев'яна церква Святої Параскеви П'ятниці, яку придбали в Краснопущі та відреставрували у 1764 році. У 1932 році завершилося будівництво нового мурованого храму за проєктом архітектора Євгена Нагірного. У листопаді 1933 року його освятив отець Роман Дякон.
У 1983 році розпочалася реставрація церкви, тоді ж для неї придбали новий іконостас. Художник Іван Галишин розписав храм того ж року. У 2012 році відновили купол, а згодом і всю церкву. Художнє оновлення проводив Михайло Николайчук.
Парафія належала до УГКЦ до 1946 року і знову з 1990 року. У проміжку між 1946 і 1990 роками вона перебувала в юрисдикції РПЦ.
Парафію неодноразово відвідували церковні ієрархи: у 1898 році під час канонічної візитації Бережанського та Козлівського деканатів її відвідав Галицький митрополит Сильвестр Сембратович. 21 червня 1936 року відбулася візитація єпископа, генерального вікарія Львівської архиєпархії Никити Будки. 9 січня 2007 року парафію відвідав єпископ Тернопільсько-Зборівський Василь Семенюк. 14 листопада 2010 року владика Василій Семенюк знову завітав на парафію, де освятив оновлений престол та очолив архиєрейську Божественну літургію.
На території парафії розташовані святе джерело, капличка Успіння Пресвятої Богородиці (2000) та капличка в центрі села (2008). У церкві зберігаються мощі святого Пантелеймона.
У 2003 році при храмі було створено Марійську дружину. 16—23 листопада 2007 року в селі відбулася Свята місія під проводом отців-редемтористів Михайла Шевчишина та Євгена Влоха, під час якої було засновано братство Матері Божої Неустанної Помочі. У 2013 році отець Юстиніан Городецький (Чину Братів Менших) провів великопосні реколекції, після яких була заснована молодіжна спільнота «Сипай». У червні 2012 року створено спільноту «Матері в молитві».
Архітектурний ансамбль парафії включає церкву, дзвіницю, збудовану у 1991 році (тоді ж придбали нові дзвони), два дерев'яні хрести та чотири кам'яні хрести, розташовані по кутах храму. 15 листопада 2011 року на церковному подвір'ї протосинкел архиєпархії отець Андрій Романків освятив скульптурну композицію на честь Пресвятої Богородиці та блаженного Папи Римського Івана Павла II. Це перший пам'ятник Івану Павлу II на території Тернопільсько-Зборівської архиєпархії.

## Парохи
- о. Іван Погорецький (1787),
- о. Василь Барилович (1787),
- о. Андрій Левицький (1788—1793),
- о. Олексій Барусевич (1794—1840),
- о. Франциск Балко (1840—1855),
- о. Антон Гриневич (1855—1888),
- о. Юрій Чубатий (1888—1921),
- о. Антон Радомський (1921—1922),
- о. Микола Салій (1922—1931),
- о. Роман Дякон (1932—1942),
- о. Теодозій Петрицький (1942—1944),
- о. Ярослав Тимчишин (1945—?),
- о. Мар'ян Оберлейтнер (1989—2007),
- о. Василь Баглей (2007—2012),
- о. Андрій Гураль (адміністратор з 2013).